# Haus Kentrop

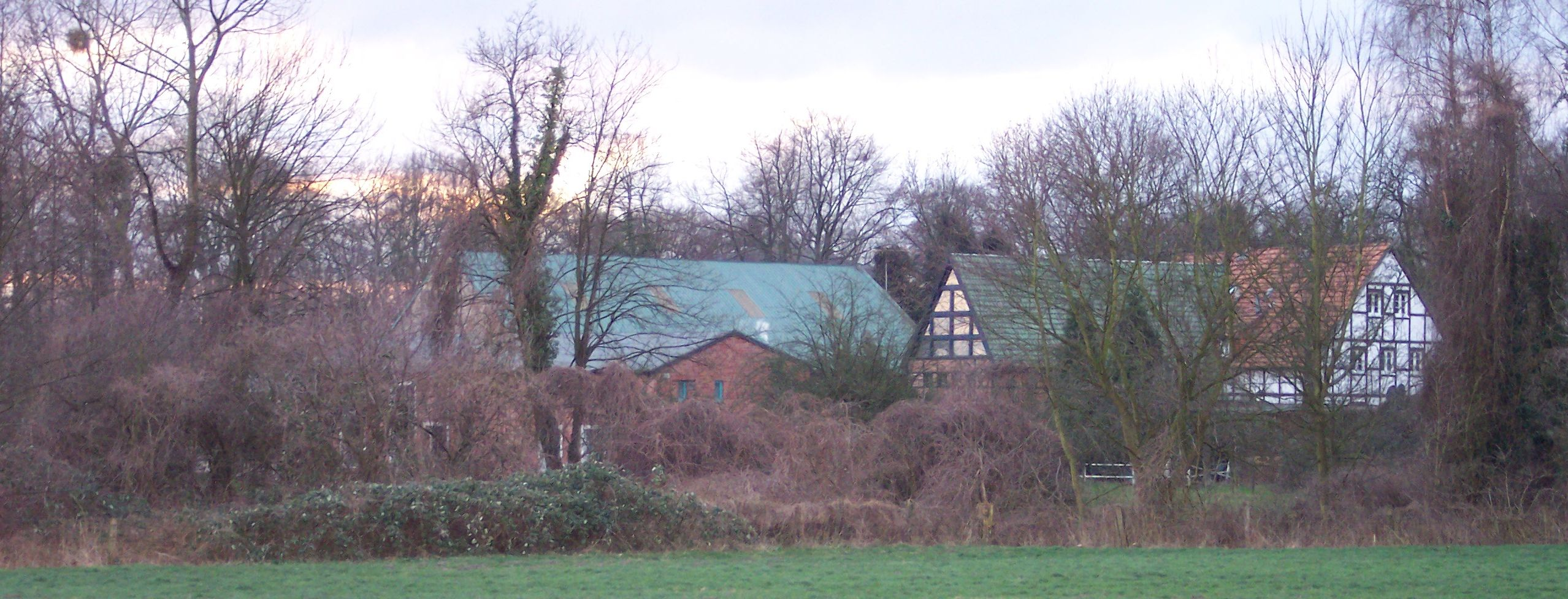
Haus Kentrop

Haus Kentrop ist ein Herrenhaus in Hamm, das anstelle des zu Beginn des 19. Jahrhunderts säkularisierten Zisterzienserinnenklosters Marienhof errichtet wurde. 

## Kloster Marienhof
Das vor 1272 in Hamm gegründete Zisterzienserinnenkloster Marienhof (Curia beatae Marie) wurde am 11. März 1296 auf den Hof Kentrop verlegt. Das Kloster war als Filiale des Klosters Fröndenberg entstanden und unterstand der Zisterzienserabtei Altenberg. Der Hof wurde dem Kloster von Graf Everhard von der Mark, Sohn des Gründers, schon 1290 übereignet. Im Jahr 1293 konnte mit der Errichtung einer Kirche auf dem Gelände begonnen werden, 1296 erfolgte die Umsiedlung. Wegen der vorbildlichen Ordenszucht in Kentrop wurden 1477 einige Nonnen an das Kloster in Benninghausen überstellt, um es zu reformieren.
In einem Hexenprozess um 1565 wurde die Köchin Elsa aus Kamen Opfer der Hexenverfolgung. 
Mit der Säkularisation 1808 verloren die alten Gebäude ihre Bedeutung und wurden später abgerissen, so dass heute nur ein Plan von 1809 Auskunft über ihre Anordnung und Aussehen gibt.